# Bonne nuit ma chérie
Chansons représentant l'Allemagne au Concours Eurovision de la chanson
Heute Abend wollen wir tanzen geh'n
(1959) Einmal sehen wir uns wieder
(1961)
Bonne nuit ma chérie est une chanson interprétée par Wyn Hoop représentant la Allemagne au Concours Eurovision de la chanson 1960 le 29 mars à Londres.

## À l'Eurovision
La chanson est en grande partie interprétée en allemand, langue nationale de l'Allemagne, comme le veut la coutume avant 1966. Le refrain est cependant chanté en partie en français, première fois dans une chanson allemande de l'Eurovision. L'orchestre est dirigé par Franz Josef Breuer.
Le chanteur demande à son amante de rêver de lui et lui promet de l'accompagner partout, et même jusque dans ses songes.
Bonne nuit ma chérie est la onzième chanson interprétée lors de la soirée du concours, suivant Wat een geluk de Rudi Carrell pour les Pays-Bas et précédant Romantica de Renato Rascel pour l'Italie.
À l'issue du vote, elle obtient 11 points et se classe 4e — à égalité avec Voi Voi de Nora Brockstedt pour la Norvège — sur 13 chansons,.

## Liste des titres
| A1. | Bonne nuit ma chérie                              | Kurt Schwabach, Franz Josef Breuer |  |
| B1. | Ich wusste gar nicht, dass das so schön sein kann | Kurt Schwabach, Franz Josef Breuer |  |

## Classements

### Classements hebdomadaires
| Classement (1960)                       | Meilleure position |
| --------------------------------------- | ------------------ |
| Allemagne (Media Control AG)            | 44                 |
| Belgique (Wallonie Ultratop 50 Singles) | 48                 |

## Historique de sortie
| Pays      | Date | Format   | Label      |
| --------- | ---- | -------- | ---------- |
| Allemagne | 1960 | 45 tours | RCA Victor |